# 4391 Balodis
4391 Balodis eller 1977 QW2 är en asteroid i huvudbältet som upptäcktes den 21 augusti 1977 av den rysk-sovjetiske astronomen Nikolaj Tjernych vid Krims astrofysiska observatorium på Krim. Den har fått sitt namn efter Jānis Balodis.
Asteroiden har en diameter på ungefär 3 kilometer.